# Léopold Pannier
Pour les articles homonymes, voir Pannier.
Léopold Pannier, né le 15 avril 1842 à Paris 10e et mort le 9 novembre 1875 à Paris 9e, est un bibliothécaire et historien français.

## Biographie
Pannier s’est fait inscrire à l’École des Chartes dans sa vingt-quatrième année, et il n’y avait pas encore terminé ses études, lorsqu’on lui a proposé de faire l’histoire de Saint-Ouen-sur-Seine avant la Révolution. Ayant accepté, il s’est mis activement à l’œuvre. En 1870, son travail était achevé, lorsque les évènements de cette époque sont venus modifier les conditions dans lesquelles l’histoire de Saint-Ouen devait paraitre. Elle a cependant été publiée en 1872, avec une préface dans laquelle l’auteur s’attache moins à faire ressortir les éléments nouveaux qui abondent réellement dans son ouvrage, qu’à s’excuser, ou plutôt à s’accuser, d’imperfections peu sensibles pour d’autres que lui-même. Au même ordre d’études se rattachent ses recherches sur Méry-sur-Oise et ses seigneurs au moyen âge, mémoire composé et fondé presque entièrement sur des documents inédits.
En même temps qu’il préparait l’histoire de Saint-Ouen, Pannier rédigeait sa thèse à l’École des Chartes sur le bénédictin Pierre Bersuire, considéré principalement comme traducteur de Tite-Live. Comme il n’a pas voulu sortir ce travail sans l’avoir soumis à une révision attentive, il n’en a malheureusement publié que la première partie seule, qui contient la biographie de Bersuire, rédigée à l’aide de nombreux documents inédits, en 1872. Vers le temps où il terminait ses études à l’École des Chartes, la nouvelle École pratique des hautes études, fondée par Victor Duruy, ouvrait ses portes à un petit nombre de jeunes gens déjà engagés dans les voies de l’érudition et désireux d’y progresser. Pannier, qui dès lors avait en philologie et en histoire littéraire des connaissances réelles, y a suivi avec assiduité les leçons de Gaston Paris, y apprenant à connaitre des méthodes critiques encore peu répandues en France. Bientôt, il a fait assez de progrès pour que son professeur lui confie la publication d’une des rédactions françaises de la Vie de saint Alexis.
Une autre trace de son passage à cette École, à laquelle il devait beaucoup et qui tenait une grande place dans ses affections, à côté de l’École des Chartes, est visible dans la publication, dans l’un des fascicules de la Bibliothèque de l’École des Hautes Études, un long travail présenté comme thèse à cette école, et qui a pour objet l’histoire des lapidaires français du moyen âge, sujet soulevant une infinité de ces petites questions d’histoire littéraire qu’il aimait à résoudre, ne reculant devant aucune recherche pour arriver à réunir des copies de tous les lapidaires rédigés en français, soit en prose, soit en vers. Son mémoire et les nombreux textes inédits qui en forment les preuves ont ajouté un chapitre nouveau à l’histoire de la littérature française.
Son esprit exact et consciencieux se plaisait aux travaux de bibliographie, appréciant les livres non en raison de leur rareté, mais parce qu’il était persuadé qu’aucun sujet ne peut être utilement étudié, sans l’établissement préliminaire d’un relevé exact et méthodique des écrits qui s’y rapportent. Ressentant vivement l’insuffisance des moyens de recherche mis à la disposition des érudits en France, il prenait le temps d’effectuer des compilations placées d’ordinaire à un niveau peu élevé, parce que l’exactitude en est le principal mérite, et qu’on ne sait pas assez combien il est difficile d’être constamment exact. Dans cet ordre d’études, il avait projeté bien des travaux. Ceux qu’il a mis au jour ont comblé de véritables lacunes dans la bibliographie érudite, montrant la variété de sujets à laquelle cet s’intéressait esprit naturellement curieux. Le principal est un État des inventaires sommaires et des autres travaux relatifs aux diverses archives de la France au 1er janvier 1875, tâche non sans difficultés, étant donné que beaucoup de ces travaux, épars dans des revues ou dans des mémoires de Sociétés savantes, ou tirés à petit nombre et non mis dans le commerce, étaient peu accessibles, et que d’autre part, la direction officielle donnée à la publication des Inventaires faits aux frais des départements avait longtemps multiplié les causes de complications et de désordre.
Un autre de ses essais, qui participe à la fois de la bibliographie et de l’histoire littéraire, est l’Essai de restitution du manuscrit de Guillaume Colletet, qui, publié en 1872, un an après l’incendie de la bibliothèque du Louvre, a permis de ramener à sa juste mesure l’étendue de la perte infligée à l’histoire de la poésie française par la destruction des Vies des poètes français.
Un dernier travail bibliographique de Pannier, la Note sur les cartes et plans de Paris et de l’Ile-de-France exposés dans la galerie Mazarine de la Bibliothèque nationale, a été publié, à l’occasion de l’Exposition de Géographie. L’histoire des arts ne lui était pas non plus étrangère, comme en témoigne son inventaire des joyaux de Louis, duc de Guyenne, le fils de Charles VI et d’Isabeau de Bavière paru dans la Revue archéologique, et auquel il a joint une étude qui est un bon morceau d’histoire sur ce fastueux personnage.
Pannier avait entrepris bien d’autres travaux. Depuis longtemps il recueillait des matériaux pour un livre sur les jongleurs, et, plus récemment, il avait projeté un mémoire sur les auteurs appartenant à Paris ou à l’Ile-de-France. Enfin, dans les derniers mois de son existence, deux publications occupèrent la plus grande partie de ses loisirs : l’édition, destinée à la Société des anciens textes français, du Débat des hérauts d’armes de France et d’Angleterre, et le recueil des Lettres de Louis XI, depuis longtemps commencé, pour la Société de l'histoire de France, par Mlle Dupont. Des mesures ont été prises pour l’achèvement de ces deux publications, d’une étendue bien inégale, mais l’une et l’autre d’un vif intérêt. Ce n’était pas par légèreté d’esprit ni par un vain désir de briller en des genres divers, que Pannier abordait des sujets aussi variés : c’était l’effet d’une curiosité naturellement éveillée vers tout ce qui touche l’histoire de la France ou de sa littérature. Modeste, Pannier acceptait de bonne grâce les conseils et même les critiques, sans autre pensée que celle d’en profiter, s’imposant avec désintéressement des recherches, souvent longues et pénibles, sans autre but que de rendre un service. Son obligeance et son activité faisaient de lui le collaborateur précieux et agréable. Faisant partie du plus grand nombre des Sociétés historiques et littéraires de Paris, et il était un membre zélé de plusieurs d’entre elles, notamment la Société des anciens textes français, dont il était membre fondateur et secrétaire adjoint, et la Société de l’histoire de Paris.
Il était entré à la Bibliothèque nationale presque au sortir de l’École, dont il était sorti en février 1869, avec le diplôme d’archiviste-paléographe. D’abord attaché au service des acquisitions du département des Imprimés, il était passé depuis 1872 au cabinet des Manuscrits. Déjà membre adjoint de la commission de publication de la Société de l’École des Chartes, il allait y rentrer en qualité de secrétaire général, lorsqu’une fluxion de poitrine l’a enlevé, en quelques jours, à ses travaux bibliographiques. Ses obsèques ont eu lieu à Notre-Dame-de-Lorette. Le directeur de la Bibliothèque Nationale, Léopold Delisle, a prononcé son éloge au Père-Lachaise Il était le père de l’historien du protestantisme français, Jacques Pannier. Pendant les dix années de sa vie d’érudit, il a touché à diverses branches de la science et laissé sa trace dans chacune d’elles.
Gendre de Charles Pernolet, il est le père de Jacques Pannier.